# Dodekanez
Dodekanéz (grško Δωδεκάνησα, Dodekánisa; »dvanajst otokov«) je skupina grških otokov v Egejskem morju pred jugozahodno obalo Turčije. Otoki imajo bogato zgodovino, celo na najmanjših naseljenih otokih najdemo ducate bizantinskih cerkva in srednjeveške gradove.
Istoimenska grška administrativna regija zajema 163 otokov in otočkov, od katerih jih je 26 stalno naseljenih. Dvanajst med njimi, ki so dali skupini ime, je večjih. Med njimi je največji in zgodovinsko najpomembnejši Rodos, ki je bil tisočletja regionalni center moči. Med ostalimi je zgodovinsko najpomembnejši Kos, preostalo deseterico sestavljajo Astipalea, Kalimnos, Karpathos, Kassos, Kastellorizo, Leros, Nissiros, Patmos, Simi in Tilos.
Omembe vredni so še Agathonissi, Halki, Lipsi, Pserimos in Telendos.